# Stenopleustes eldingi
Stenopleustes eldingi är en kräftdjursart som beskrevs av Gurjanova 1929. Stenopleustes eldingi ingår i släktet Stenopleustes och familjen Pleustidae. Inga underarter finns listade i Catalogue of Life.